# Kylie Summer 2015

Kylie Summer 2015 fue la mini-gira europea de la artista australiana Kylie Minogue. La gira comprendió seis conciertos en festivales europeos, comenzando el 12 de junio en Aalborg, Dinamarca y acabando el 18 de julio en Gräfenhainichen, Alemania. El show era una mezcla  del anterior Kiss Me Once Tour con unas cuantas adiciones y ediciones.

## De fondo
El show era un re-versión trabajada del "Kiss Me Once Tour" de 2014, que incluyó nuevas canciones, vestuarios y visuales de pantallas.

## Recepción crítica
La gira recibió revisiones positivas de más críticos. Siguiendo su espectáculo en Haydock Parque Racecourse, Tom Belger del Liverpool el eco dio el espectáculo 4 estrellas, diciéndolo era un "triumphant regreso a Merseyside". Comente que el traje de Minogue "miraba mucho gustar Navidad, pero  es duro de culpar su para mezclar cosas arriba en una visita según parece inacabable." Ashley Percival del Huffington el correo dijo que Minogue  Hyde espectáculo de Parque era "el Glastonbury conjunto que nunca era". Dé el espectáculo 5 estrellas, declarando que "Kylie probó que no puedes mantener una discoteca diva abajo" siguiendo "un tumultuous pocos años [...] Después de firmar hasta Jay Z Roc la nación que sigue la ruptura de su director de 25 años en tardíos 2013". Concluya su revisión por decir hopefully "Michael Eavis ya ha sido en el blower para una ranura de titular en Glasto 2016". Caroline Sullivan del Guardián también dio el mismo concierto 5 estrellas, refrán Minogue y "su conjunto refuerza su estado cuando dancepop  más grande poppet". Pierre Perrone del Independiente era ligeramente más crítico del concierto, dándolo 3 estrellas, declarando que "Kylie Minogue  no bastante marca el salto a exterior headliner estado".

## Lista de canciones
Acto I
1. "Breathe" (Video introduction with elements of "Les Sex")
2. "Better the Devil You Know"
3. "In My Arms"
4. "In Your Eyes"
5. "Wow"

Acto II
1. "Bauhaus Disco" (Interlude)
2. "Step Back in Time"
3. "Spinning Around"
4. "Your Disco Needs You"
5. "On a Night Like This"
6. "Bette Davis Eyes"
7. "Can't Get You Out of My Head"
8. "Slow"
9. "I Should Be So Lucky" (A cappella)
10. "The Locomotion"
11. "Kids"

Acto III
1. "Get Outta My Way"
2. "Love at First Sight"
3. "Celebration"
4. "All the Lovers"

Encore
1. "Into the Blue"

## Espectáculos
| 12 de junio de 2015 | Aalborg         | Dinamarca  | Skovdalen                 |
| 19 de junio de 2015 | Suffolk         | Inglaterra | Newmarket Racecourse      |
| 20 de junio de 2015 | Merseyside      | Inglaterra | Haydock Parque Racecourse |
| 21 de junio de 2015 | Londres         | Inglaterra | Hyde Park                 |
| 16 de julio de 2015 | Pori            | Finlandia  | Kirjurinluoto             |
| 18 de julio de 2015 | Gräfenhainichen | Alemania   | Ferropolis                |